# لوكريشا دوناتي
لوكريشا دوناتي (1447 - 1501) كانت نبيلةً إيطالية عاشت في القرن الخامس عشر، تُعرف بأنها عشيقة لورينزو دي ميديشي.
يُعتقد أن المرأة في منحوتة Dama col mazzolino، في متحف بارجيلو في فلورنسا هي لوكريشا دوناتي. كما أن لوحة ساندرو بوتيتشيلي Fortitude هي تمثيل آخر لها.

## سيرة شخصية
كانت لوكريشا ابنة مانو دوناتي وكاترينا باردي، نبيلة فلورنسية تنتمي إلى شجرة عائلة منقرضة، كونها السليل الأخير.
ابتداءً من عام 1461 كانت عشيقة لورينزو ميديتشي ، ونشأت بينهم علاقة حب أفلاطوني، حتى تزوج لورينزو لاحقًا من النبيلة الإيطالية كلاريس أورسيني. في عام 1486، ذكر لورنزو القصائد التي كتبها لها عندما كان عمره 16 عامًا في قصيدة كورينتو.
تزوجت لوكريشا من رجل الأعمال الفلورنسي نيكولو أرديجيلي، الذي توفي في المنفى عام 1496.

## الثقافة الشعبية
لعبت الممثلة لورا حدوك دور البطولة في دور لوكريشا دوناتي في المسلسل التلفزيوني شياطين دا فينشي. لعبت أليساندرا ماستروناردي دور لوكريشا في ميديتشي: سادة فلورنسا.